# Јункерс J.1
Јункерс J.1 је ловачки авион направљен у Немачкој. Авион је први пут полетео 1915. године.

Ово је један од првих авиона потпуно металне конструкције на свету. Доказао је изводљивост конструкције авиона од метала.
Највећа брзина у хоризонталном лету је износила 170 km/h. Размах крила је био 12,95 метара а дужина 8,62 метара. Маса празног авиона је износила 868 килограма а нормална полетна маса 1080 килограма.

## Наоружање
| Наоружање авиона: Јункерс      |      |
| Ватрено (стрељачко) наоружање  |      |
| Топ                            |      |
| Митраљез                       |      |
| Број и ознака митраљеза        | 1    |
| Калибар                        | 7,92 |
| Бомбардерско наоружање (бомбе) |      |
| Ракетно наоружање (ракете)     |      |